# 重庆市黔江中学校
重庆市黔江中学校位于重庆市黔江区新华大道，是原四川省省级重点中学，也为重庆市首批重点中学。学校前身为1925年成立的黔江县立初级中学校，现占地面积168亩，有学生7800人，教职工473人。

## 历史沿革
- 1925年，黔江县立初级中学校成立。
- 1936年3月，民国十七（1928）黔江县中与黔彭联中合并，成立黔彭联立初级中学校。
- 1941年，黔彭联立初级中学校，恢复黔江县产初级中学。
- 1951年，黔江县立初级中学更名为川东区黔江中学校
- 1953年，川东区黔江中学校更名为四川省黔江初级中学校
- 1959年，四川省黔江初级中学校更名为四川省黔江中学校。[3]
- 1997年，重庆直辖市建立，四川省黔江中学校更名名重庆市黔江中学校。[4]

## 校园文化
- 校训：厚德，博学，善思，笃行
- 办学理念：以人为本，为学生终身发展奠基。[5]